# おおきなかぶ

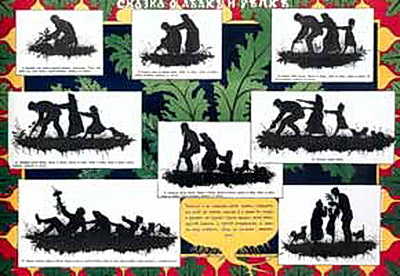
ロシアの画家でポストカードデザイナーでもあるエリザベータ・ビョームがデザインしたポストカード / 1887年発表。大きな蕪を背景にして、8つの場面を描いたシルエット画がコラージュ風に散りばめられている。蕪の根の部分は物語解説用スペースの役割も果たしている。

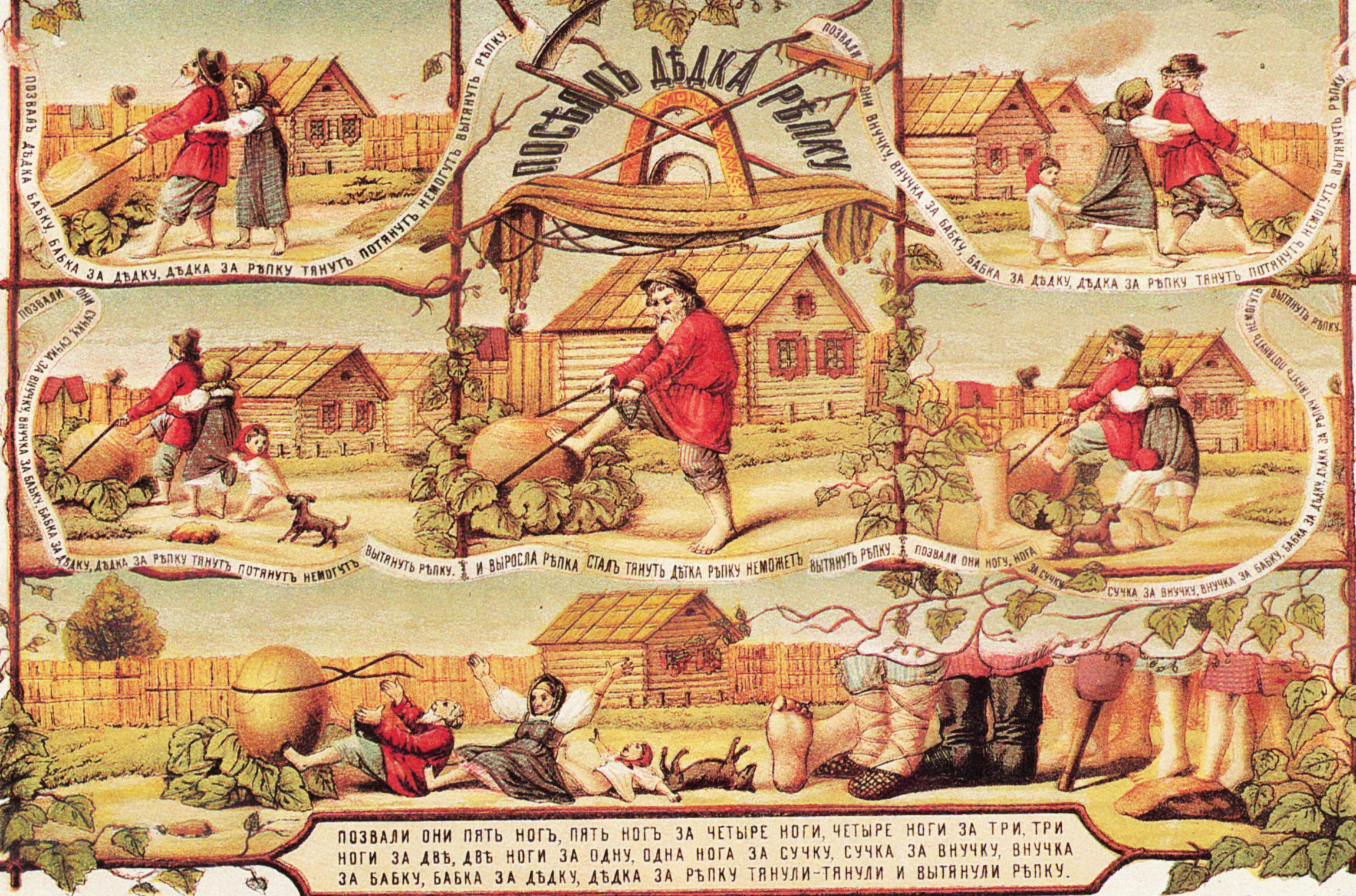
詳細不明。1917年より前の作。

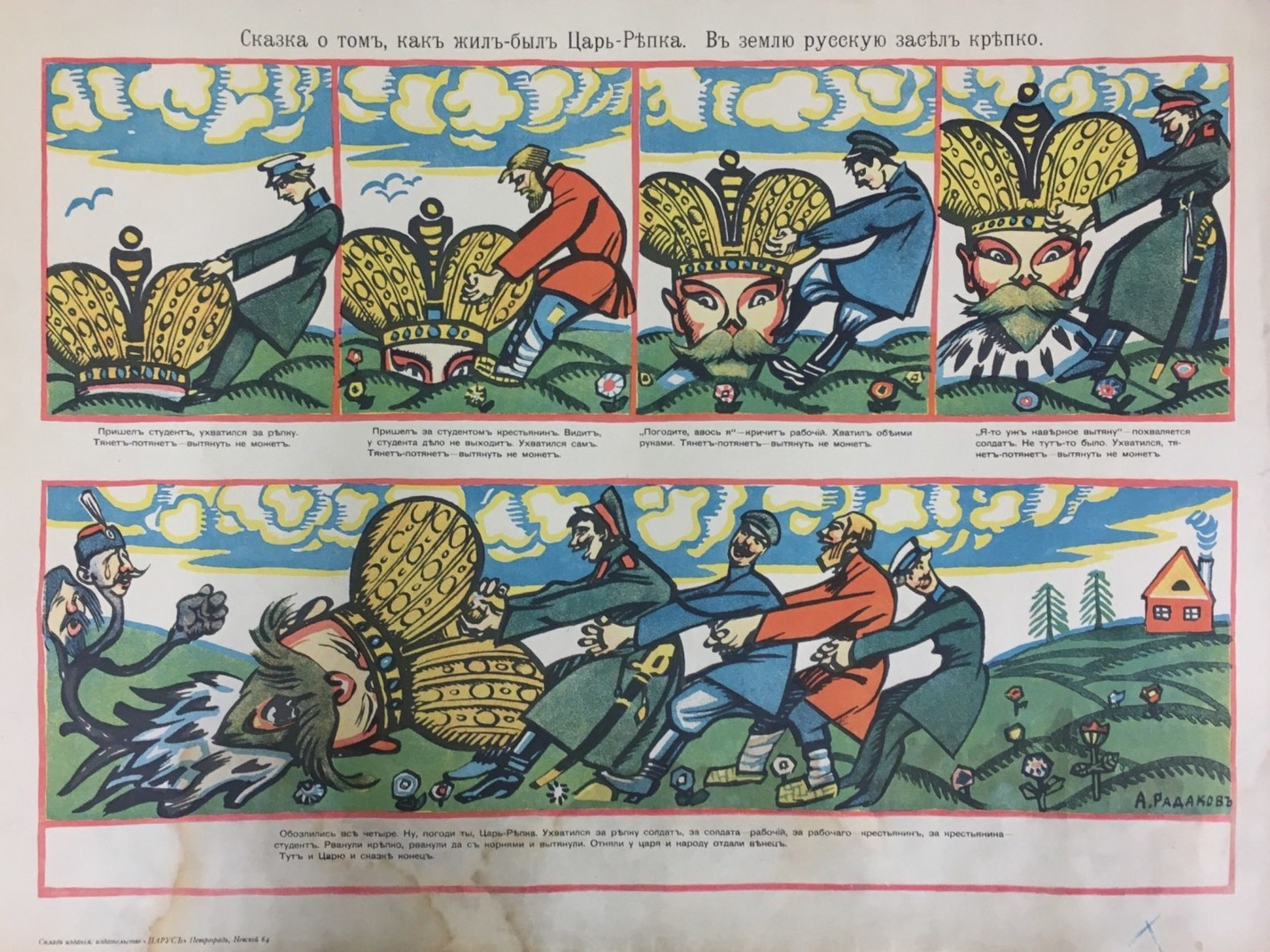
蕪を皇帝の首になぞらえたロシアの風刺画 / 1917年の作。

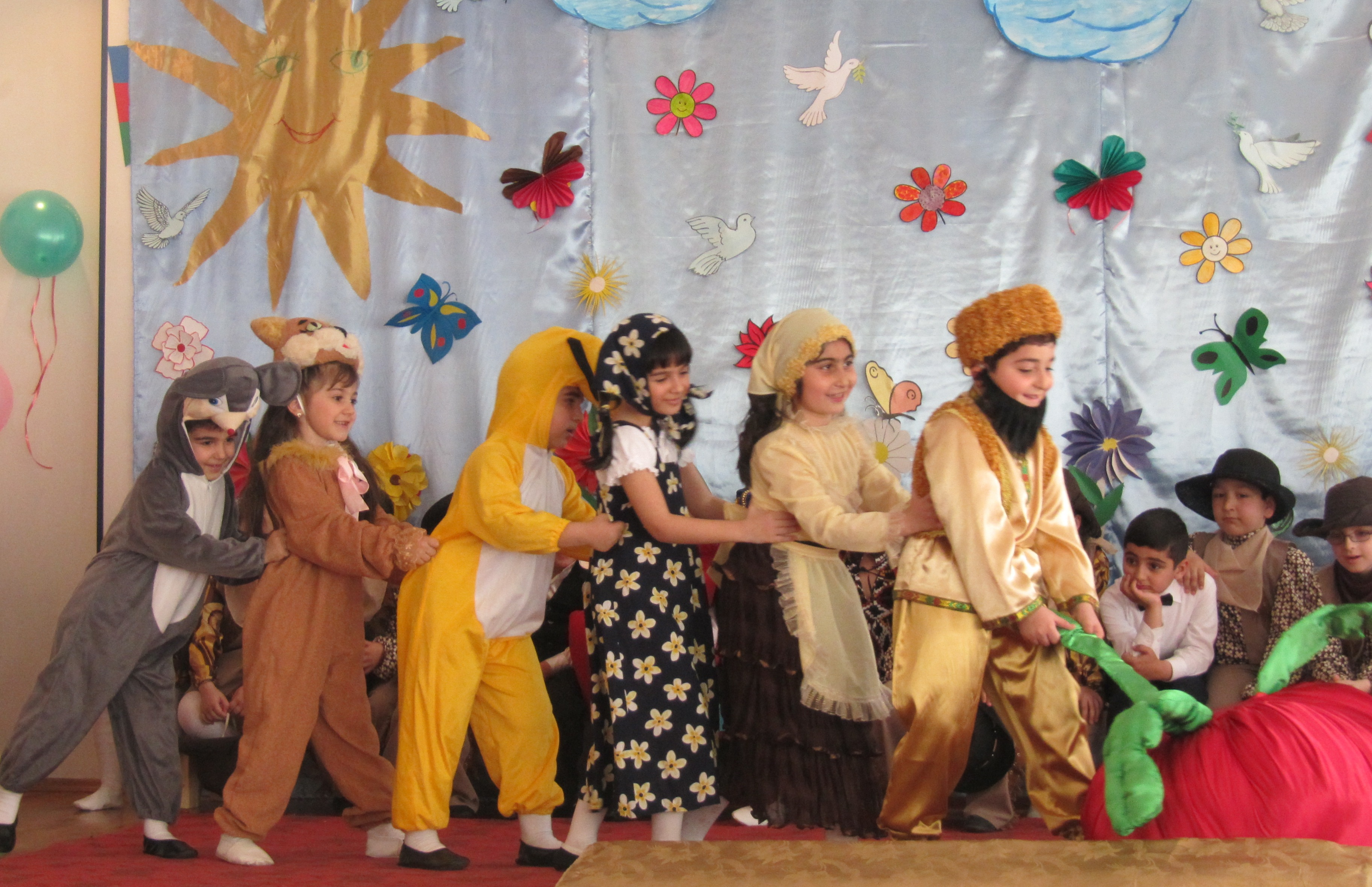
『おおきなかぶ』の演劇を披露するアゼルバイジャンの子供達

おおきなかぶ（露: Репка）は、ロシアの民話の一つであり、童話である。大きく育った蕪（かぶ）をみんなの力を合わせて引き抜くという話で、畳語によって話が累積的に展開する。
ロシア語 "репка（ラテン翻字：repka、日本語音写例：レプカ）" は、英語でいうところの "turnip"、日本語の「蕪（かぶ）」に当たるアブラナ属の野菜のことで、本作を英語では「巨大な蕪」を意味する "The Giant Turnip "、"The Gigantic Turnip "、"The Enormous Turnip " などという名で呼んでいる。日本語名はこれを意訳したものである。
アレクサンドル・アファナーシェフが編纂した『ロシア民話集』（1863年刊行分初出）に収められているほか、コンスタンティン・ドミートリヴィッチ・ウシンスキー（カー・デー・ウシンスキー、コンスタンチン・ウシンスキー）やアレクセイ・ニコラエヴィッチ・トルストイらによる再話物 が知られている。

## 概要
ロシア語の原文は全文を通して言葉が持つリズムを重視しており、とりわけ以下の畳語（cf. ロシア語における畳語）がリズミカルな掛け声の繰り返しとして印象深く使われている。
"Тянут-потянут, вытянуть не могут."　[ˈtʲanut pɐˈtʲanut ˈvɨtʲɪnutʲ nʲɪ ˈmoɡut]
英語意訳 ： "They are pulling and pulling, but cannot pull it [the turnip] out."
日本語直訳 ： 「引っぱって引っぱって、でも抜くことができませんでした。」
これは、手助けする者が加わってかぶを引っぱるたびに反復されるフレーズであるが、日本語では翻訳家・内田莉莎子（cf. #美術）が「うんとこしょ、どっこいしょ」と書き変え、この形で定着した。
登場人物が一人加わるたびに「ねずみがねこを、ねこがいぬを…」というように列の後尾から前へ順に登場人物を列挙していく面白さが幼い子供たちを楽しませる。
ロシアでは栄養豊富な蕪は古くから食されてきた野菜である。この昔話には蕪のもつエネルギーを子供に授けたいという呪術的な意味も込められているようだ。
一般的な登場人物は「おじいさん」・「おばあさん」・「孫娘」の3人の人間と「犬」・「猫」・「鼠」の3匹の動物だが、アメリカでは書籍によっては「孫娘」が「男の子」・「女の子」の二人に変わっている部分もある。

## あらすじ
おじいさんが一粒のかぶの種を植えた。「あまい あまい かぶになれ。おおきな おおきな かぶになれ」。するとあまい元気の良いとてつもなく大きいかぶができた。おじいさんはかぶをつかんで引っぱった。ところがかぶは抜けない。そこでおじいさんはおばあさんを呼んだ。おばあさんがおじいさんをつかみ、おじいさんがかぶをつかんで引っぱったが、それでもかぶは抜けない。そこでおばあさんが孫娘を呼び、孫娘がおばあさんを、おばあさんがおじいさんを、おじいさんがかぶをつかんで引っぱったが、やっぱりかぶは抜けない。そこで孫娘が犬を呼んだ。いぬが孫娘を、孫娘がおばあさんを、おばあさんがおじいさんを、おじいさんがかぶをつかんでひっぱったが、まだまだかぶは抜けない。そこでいぬが猫を呼んだ。ねこがいぬを、いぬが孫娘を、孫娘がおばあさんを、おばあさんがおじいさんを、おじいさんがかぶをつかんで引っぱったが、なかなかかぶは抜けない。そこでねこが鼠を呼んだ。ねずみがねこを、ねこがいぬを、いぬが孫娘を、孫娘がおばあさんを、おばあさんがおじいさんを、おじいさんがかぶをつかんで力一杯引っぱり、やっとかぶが抜けた。

### 再話者による改編
再話者 によって内容に違いがある。最初の再話者アレクサンドル・アファナーシェフのものは「一本足」が登場する。再話者の一人であるオンチュコーフ (Oncukov) の編纂したものでは、カブはネズミが齧ったことによって抜ける。

## 二次創作

### 美術
美術分野の二次創作作品としては、A・トルストイの再話物にニーアム・シャーキーが挿絵を寄せたアメリカの絵本 "The Gigantic Turnip " が世界的に広く知られている。1910年刊行で、出版社はタートルバックブックス（Turtleback Books Publishing, Ltd. 本社所在地：米国ワシントン州フライデーハーバー）。
- Tolstoy, Aleksey Nikolayevich (Retold)[注 2]; Sharkey, Niamh (illustrated) (1910) (English). The Gigantic Turnip (1st ed.). Friday Harbor, Washington: Turtleback Books. pp. 40
  - 再版書： (Paperback) The Gigantic Turnip [With CD] (1st ed.). Cambridge, Massachusetts:  Barefoot Books. (01 January 1998) [1910]. pp. 36.
    - hardcover: 01 February 1999.
    - Softcover(Paperback): 30 September 2005, 2nd edition, ISBN 1-905236581, ISBN 978-1-905236589.

日本では、A・トルストイの再話物を内田莉莎子が日本語に訳し、彫刻家・佐藤忠良が挿絵を寄せた、1962年（昭和37年）6月20日刊行の絵本、福音館書店版 『おおきなかぶ』がベストセラー となっており、世代を超えて広く普及している。
- A・トルストイ（再話） 編、内田莉莎子 訳『おおきなかぶ―ロシア民話』佐藤忠良（絵）（初版）、福音館書店〈こどものとも絵本〉、1966年6月20日、28頁。
  - 新版：ISBN 4-8340-0062-1、ISBN 978-4-8340-0062-7、OCLC 224139112。
  - 英訳書：Tolstoy, Aleksey Nikolayevich (Retold); Uchida, Risako (Retold); Sato, Churyo (illustrated); McNamara, Richard (translated); Howlett, Peter (translated) (01 September 2004) [20 June 1966] (English). The gigantic turnip : a Tolstoy's Russian folktale. R.I.C. story chest. Shinagawa, Tokyo: R.I.C.Publishing Group (R.I.C. Publications). pp. 27. タイトル別名：おおきなかぶ 英語版。

NCID BA70231158、ISBN 4-902216-16-7、ISBN 978-4-902216-16-5、OCLC 676636568、国立国会図書館書誌ID:000007727024。

挿絵の原画（水彩画）は宮城県美術館内の佐藤忠良記念館が所蔵している。また、宮城県立こども病院の依頼を受けて佐藤忠良が2003年（平成15年）に制作（同年10月21日発表）したブロンズ製レリーフの二次創作作品「おおきなかぶ」 が同病院に展示されている（佐川美術館所蔵）。
その他の日本語絵本
- A・トルストイ（再話） 著、 金光せつ 訳『大きなかぶ』（Paperback）偕成社〈偕成社 世界のどうわ 20 完訳ロシアのどうわ〉、1989年1月1日、70頁。

ISBN 4-03-445200-5、ISBN 978-4-03-445200-4、NCID BA58680902、OCLC 674544490、国立国会図書館書誌ID:000001959351。
- 『おおきなかぶ ロシアの昔話より』 1994年松谷さやか訳おぼまこと絵フレーベル館ISBN 978-4577014097
- A・トルストイ（再話） 著、中井貴惠 訳『おおきなかぶ』（Hardcover） ニーアム・シャーキー（絵）、ブロンズ新社、1999年10月1日（原著1998年1月1日）、40頁。
ISBN 4-89309-181-6、ISBN 978-4-89309-181-9、NCID BA4570907X、OCLC 675369376、OCLC 54541962、国立国会図書館書誌ID:000002833456。
  - 原著：Tolstoy, Sharkey, 1998, "The Gigantic Turnip ", Barefoot Books. [5]
  - ガタロー☆マン著『おおきなかぶ~ (笑本おかしばなし)』誠文堂新光社 2021年ISBN 978-4416621158

### 音楽
音楽分野の二次創作作品として、日本では、この物語を元にした童謡が複数存在し、なかでも、五十嵐洋、長澤勝俊、中野正以などによるものが有名である。また、日本のミュージシャン・大江千里の楽曲アルバム『うんとこしょ どっこいしょ』（2007年〈平成19年〉リリース）にも収録されており、当アルバム・タイトルは童話『おおきなかぶ』の劇中の掛け声から採ったものである。更に、おかあさんといっしょではこの話を元にした同名の楽曲も制作されている。

### CM
- 人材派遣会社の『スタッフサービス』のCMで、この童話が人形劇風のパロディとして登場。